# Bandeira da Geórgia

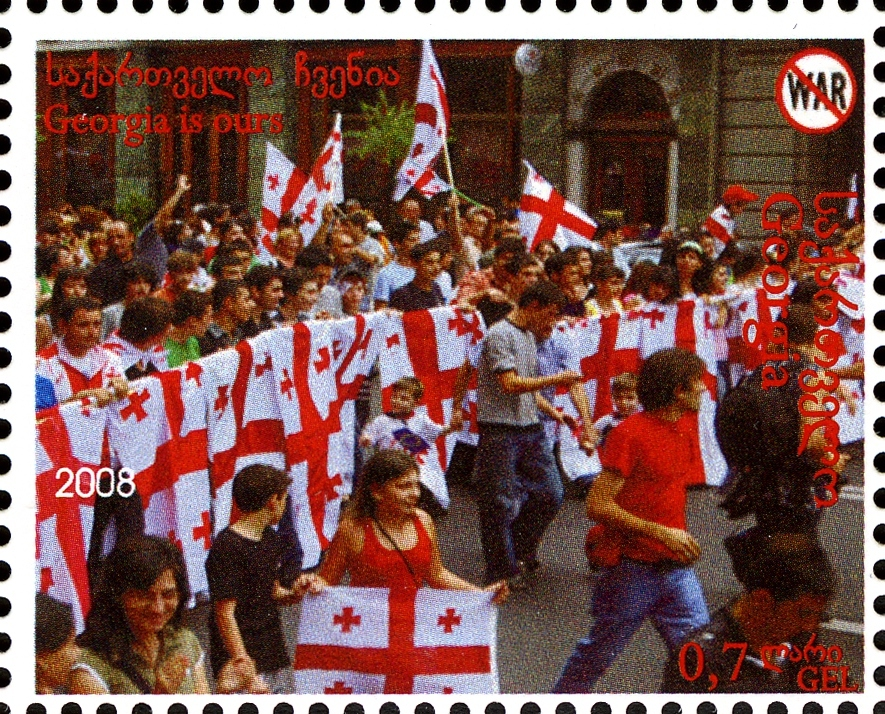
Selo georgiano de 2010 mostrando pessoas portando a bandeira nacional

A bandeira nacional da Geórgia ("a bandeira das cinco cruzes") foi restituída para uso oficial em 14 de Janeiro de 2004, depois de um interregno de cerca de 500 anos. Anteriormente foi a bandeira do reino medieval Georgiano. É semelhante à bandeira da Inglaterra, com a diferença das cruzes nos quatro quadrados brancos.

## Bandeiras históricas

Bandeira da Geórgia 1918-1921
Bandeira da República Socialista Soviética da Geórgia (1936-1991)
Bandeira da Geórgia pós-independência utilizada até 2004

O significado da cor vermelha é do sangue das guerras entre Geórgia e os inimigos dela. E as 5 cruzes são para mostrar as 5 chagas do Cristo. E o branco significa a paz.

## Outras Bandeiras

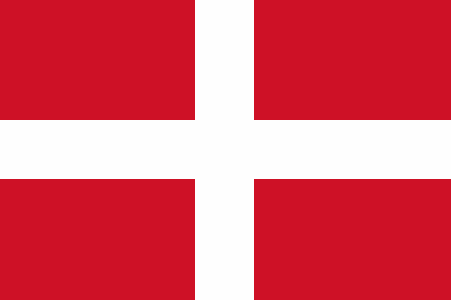
Bandeira do Exército.
Bandeira da Marinha e Bandeira marítima.
Bandeira da Aeronáutica.
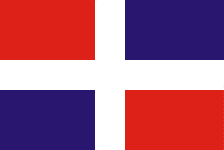
Bandeira da Guarda Nacional
Estandarte presidencial
Bandeira das Forças Armadas.